# Anbetung der Könige (Landsberg am Lech)

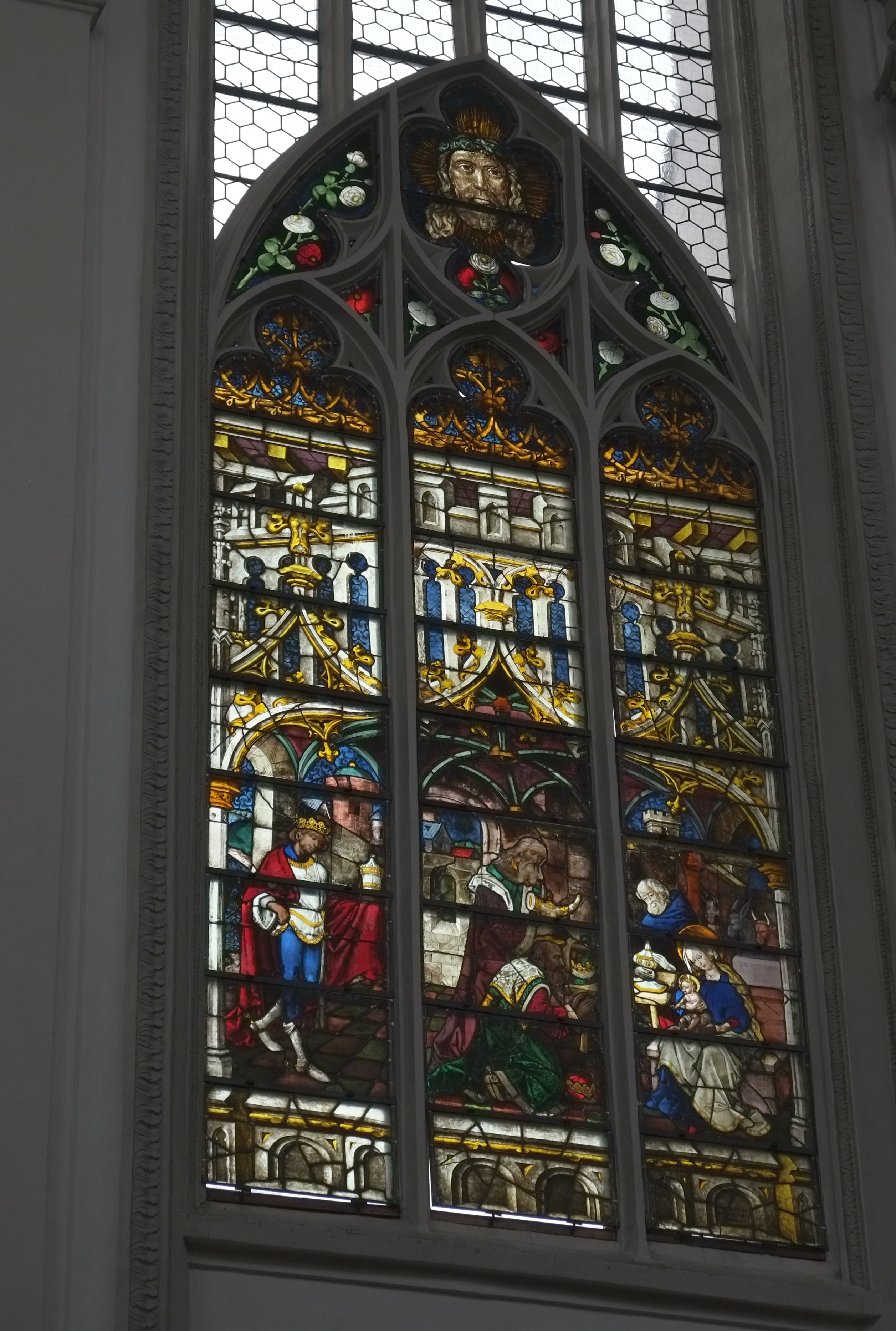
Fenster Anbetung der Könige in Landsberg am Lech

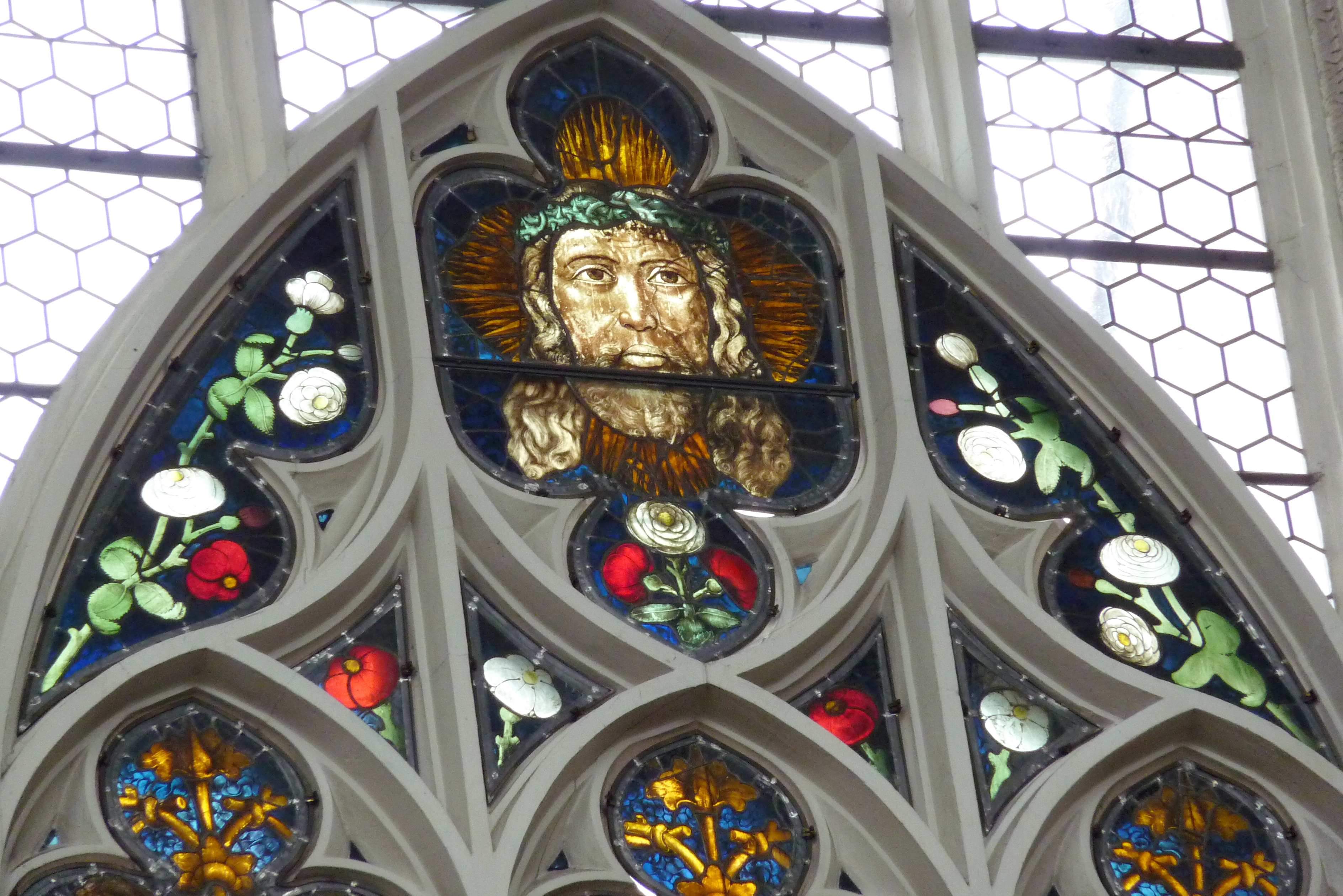
Maßwerk mit Christuskopf

Das Bleiglasfenster mit der Darstellung der Anbetung der Könige befindet sich in der Stadtpfarrkirche Mariä Himmelfahrt in Landsberg am Lech in Bayern.

## Geschichte
Das Fenster mit der Darstellung der Heiligen Drei Könige wurde in der ersten Verglasungsphase um 1480 eingebaut. Es hat die Feldmaße von circa 49 cm Höhe und 84 cm Breite. Die Sockelzone unter der Anbetung, die oberste Zinnenreihe und die Lanzettspitzen sind moderne Ergänzungen. 

## Beschreibung
Das Fenster zeigt die Anbetung des Christuskindes, das auf dem Schoß Marias sitzt, durch die drei Könige. Josef steht hinter Maria und im Hintergrund ist der Stall mit Ochs und Esel zu sehen. Die Könige bringen kostbare Geschenke, einer kniet vor Maria und seine Krone liegt zu seinen Füßen. 
Im Maßwerk sieht man das dornengekrönte Haupt Christi, das von einem Strahlenkranz umgeben ist. In den weiteren Maßwerkscheiben sind Rosenblüten zu sehen. 